# Sint-Gummarus (bier)
Sint-Gummarus is een Belgisch abdijbier van hoge gisting. Het bier wordt gebrouwen door Brouwerij Sint-Jozef te Opitter.
Er bestaan 2 varianten:
- Dubbel, donker amberkleurig bier met een alcoholpercentage van 7%
- Tripel, donkerblond bier met een alcoholpercentage van 8%